# Джеллико, Джордж
Джордж Патрик Джон Рашуорт Джеллико, 2-й граф Джеллико, барон Джеллико Саутгемптонский (4 апреля 1918 — 22 февраля 2007) — британский политик, дипломат и бизнесмен.
Единственный сын Джона Джеллико, 1-го графа Джеллико (1859—1935), который был военно-морским офицером Первой мировой войны, командующим в Ютландской битве, и адмиралом флота. Его матерью была Флоренс Гвендолин Кайзер (? — 1964), вторая дочь сэра Чарльза Кайзера, 1-го баронета из Гартмора, Пертшир. Он унаследовал титул графа Джеллико в возрасте 17 лет, после смерти своего отца. Джордж Джеллико не только командовал особой лодочной службой во время Второй мировой войны, но и долгое время работал парламентарием, будучи членом Палаты лордов в течение 68 лет (1939—2007).

## Ранняя жизнь
Джеллико родился в Хэтфилде и был крещен 29 июля 1918 года преподобным и достопочтенным Космо Лангом, 89-й архиепископом Йоркским. Его крестными родителями были король Великобритании Георг V (представленный адмиралом сэром Стэнли Колвиллом) и принцесса Патрисия Коннахтская (позже известная как леди Патрисия Рамсей). Другими крестными были: мисс Лилиан Лир, адмирал сэр Лайонел Хэлси (Лорд Третьего моря), мистер Юстас Берроуз (двоюродный брат), майор Герберт Кейзер (дядя) и преподобный Фредерик Дж. Джеллико (дядя и ректор Нью-Алресфорда).
Большую часть своего детства он провел в Ст-Лоуренсе-Холле, недалеко от Вентнора на острове Уайт; в St Peter’s Court, подготовительной школе в Бродстерсе, Кент; в Лондоне; и в Доминионе Новая Зеландия, где его отец был вице-королем с титулом генерал-губернатора в 1921—1924 годах. Он получил образование в Винчестерском колледже, где его называли виконтом Брокасом. Он выиграл историческую премию Вера Герберта Смита и организовал выставку в Тринити-колледже в Кембридже (поступил в 1936 году, получил степень бакалавра по специальности «Современная история» в 1939 году, но получил награду в 1966 году). Он был председателем Клуба Питта, а его наставник Стивен Рансимен стал другом на всю жизнь.

## Вторая мировая война
В октябре 1939 года Джордж Джеллико был кадетом первого набора военного времени в Королевском военном колледже в Сандхерсте . Он был зачислен в Колдстримскую гвардию 23 марта 1940 года, прежде чем присоединиться к коммандос № 8 (гвардии), с которым 31 января 1941 года он отплыл на Ближний Восток вместе с полковником Робертом Лэйкоком (в состав офицеров коммандос входила Ивлин Во, Рэндольф Черчилль, Филип Данн, Кэрол Мэзер, Дэвид Стирлинг и многие другие). Он служил в отряде L (с апреля 1942 года) (вместе с некоторыми из вышеперечисленных и Стивеном Гастингсом), который был ядром Специальной воздушной службы. Он трижды упоминался в депешах и один раз был ранен (пуля в плечо) в составе 3-го гвардейского батальона Колдстрима 22-й (гвардейской) бригады в Западной пустыне в январе 1941 года. Он был награжден Орденом за выдающиеся заслуги и Военным крестомCroix de Guerre в ноябре 1942 года за совершение рейда, в ходе которого утверждалось, что в июне того же года взорвалось более 20 немецких самолетов (Ju 88) на аэродроме Ираклиона на Крите:

Его хладнокровное и решительное руководство, умение и мужество в ходе этой очень опасной операции были главным образом ответственны за достигнутый высокий успех. Он … зарядил вражеский самолет и вывел выживших после того, как четыре члена партии «Свободная Франция» были преданы, убиты или взяты в плен.

В сентябре 1943 года Джордж Джеллико был отправлен на удерживаемый итальянцами остров Родос для переговоров с итальянским адмиралом Иниго Кампиони о капитуляции своих войск союзникам. Однако переговорам помешало внезапное нападение Германии на остров 9 сентября. Ему удалось бежать с Родоса во время возникшего хаоса, в то время как итальянский гарнизон был захвачен немецкими силами вторжения. Это было частью Додеканесской операции.
В 1943 году он был назначен командиром особого лодочного полка на Ближнем Востоке и получил звание подполковника. В конце концов ему был присвоен чин бригадира. До конца войны его командование особым лодочным полком проводило секретные и опасные операции вдоль побережий Италии и Югославии. За одно из таких действий в 1944 году он получил Военный крест Греции. В конце войны Джордж Джеллико был одним из первых солдат союзников, вошедших в оккупированные немцами Афины, разгромив контролируемых коммунистами партизан ELAS, чтобы создать просоюзническое присутствие в столице.
Спустя годы, когда первый лорд Адмиралтейства Джеллико сказал по крайней мере одному репортеру: «Единственное серьезное военное отличие, которого я когда-либо достиг, — это то, что в мою честь был назван новый тип десантного катера. Злоумышленник Марк Один».
В марте 1944 года лорд Джордж Джеллико женился на Патриции Кристин О’Кейн (октябрь 1917 — март 2012), которая работала в посольстве Великобритании в Бейруте. Она родилась и выросла в Шанхае и была дочерью отца-ирландца, родившегося в Гриноке, и матери-англичанки. Патриция, графиня Джеллико (широко известная как Пэтси Джеллико), оставалась замужем за лордом Джеллико до 1966 года, когда они развелись. У них было два сына и две дочери, старшим сыном был 3-й граф Джеллико.

## Дипломатическая служба (1947—1958)
Вскоре после войны лорд Джеллико поступил на дипломатическую службу Его Величества (назначен офицером дипломатической службы 8-го класса в старшем отделении дипломатической службы 10 сентября 1947 года). Он служил в Лондоне (немецкий политический отдел, третий секретарь); Вашингтон (третий секретарь, когда Дональд Маклейн из кембриджской пятерки был главой канцелярии, а затем в качестве одного из 11 вторых секретарей в HAR Philby, когда НАТО подписало соглашение 4 апреля 1949 года, и все это в то время, когда сэр Оливер Фрэнкс был послом); переведен в Брюссель 10 сентября 1951 года (глава канцелярии), в 1952 году исполнял обязанности временного поверенного в делах); Лондон (№ 2 в Северном отделе, руководивший Советским отделом с сентября 1953 г.); и Багдад с января 1956 года (первый секретарь и заместитель генерального секретаря Организации Багдадского пакта). Суэцкий кризис (июль 1956 г.) разрушил все, чего пытался достичь Пакт; Джеллико был потрясен британской политикой и был близок к отставке (Л. Уиндмилл, стр. 136).
Джеллико в конце концов покинул министерство иностранных дел в марте 1958 года, после того как семейные трудности завели в тупик (в феврале 1958 года постоянный секретарь сэр Дерек Хойар-Миллар писал: «У вас есть выбор: прекратить отношения с этой женщиной [Филиппой Данн] или сменить работу»). Он стал директором Clan Line Steamers династии Кайзеров (грузовые суда) и Union Castle Steamship Co. (пассажирские).
Однако энтузиазм по поводу бизнеса семьи его матери в конечном итоге уступил место вызову в Вестминстерский дворец, где, вернувшись из Ирака, он принес присягу лордам 3 декабря 1957 года на третьей сессии 41 -го парламента.

## Палата лордов и 1960-е
Впервые заседая в парламенте с 25 июля 1939 года, лорд Джеллико ждал до 28 июля 1958 года, чтобы произнести свою первую речь в Палате лордов во время дебатов под названием «Международное положение: Ближний Восток».
20 июля 1959 года он инициировал дебаты о западной помощи странам, не взявшим на себя обязательства, а к январю 1961 года он стал лордом в ожидании Её Величества королевы, правительственным кнутом в администрации премьер-министра Гарольда Макмиллана. Он был совместным парламентским секретарем Министерства жилищного строительства и местного самоуправления (с июня 1961 по июль 1962 года), государственным министром внутренних дел (июль 1962 — октябрь 1963), первым лордом Адмиралтейства (октябрь 1963 — апрель 1964), Министром обороны Королевского флота (апрель — октябрь 1964), делагатом Совета Европы и Западноевропейского союза (1965—1967), президентом Национальной федерации жилищных обществ (1965—1970), управляющим Центра экологических исследований (1967—1970), председателем Британского консультативного комитета по загрязнению моря нефтью (1968), председателем третьей Международной конференции по загрязнению моря нефтью 1968 года, вице-президентом PEST (Давление экономического и социального торизма), заместителем лидера оппозиции в палате лордов (1967—1970). С апреля 1967 года лорды Джеллико и Кэррингтон представляли консерваторов в палате лордов в межпартийной конференц-группе по реформе лордов, которая разработала неудачный законопроект о парламенте (№ 2) (1968—1969). Возглавляя дебаты от (консервативной) оппозиции в ноябре 1968 года Джеллико сказал:
Мы считаем, что серьезные конституционные изменения такого рода не должны проводиться в последние годы дискредитированного правительства… жизнеспособная верхняя палата должна сыграть важную роль в нашей парламентской структуре. Теперь у нас в руках весьма значительная конституционная награда — возможность построить действительно жизнеспособную Верхнюю палату на основе широкого консенсуса при поддержке всех партий… (19 ноября 1968 г., Хансард через Л. Уиндмилл).
В конце 1960-х годов он работал в лондонском Сити, где стал председателем British Reserve Insurance и директором SG Warburg (Finance and Development) Ltd.

## Кабинет министров и отставка
В администрации Теда Хита лорд Джеллико был министром, ответственным за Департамент государственной службы (CSD), лордом-хранителем печати (как таковой он был восьмым в списке лордов) и лидером Палаты лордов с 20 июня 1970 года по 24 мая 1973 года.
Ранее восстановив отношения с лидерами профсоюза горняков в феврале 1972 года, Тед Хит назначил лорда Джеллико «главным энергетическим директором» для восстановления энергоснабжения примерно во время Трехдневной недели, а также поручил ему создать и возглавить группу по чрезвычайным ситуациям в гражданской жизни, которая была, когда возник внутренний кризис, действовать через «КОБРУ» (комнаты для совещаний кабинета министров).
В июне 1972 года Джордж Джеллико был отправлен возглавить первую коммерческую продажу авиалайнера «Конкорд». Как выразился Алан Тренгоув в книге "Милорд, суперпродавец " в австралийской газете The Sun от 22 июня 1972 года:

Вероятно, никогда не существовало команды продаж [122 человека], похожей на аристократический британский контингент, который пытается продать англо-французский сверхзвуковой «Конкорд» компании Qantas … Граф — проницательный продавец, который, очевидно, сделал свою домашнюю работу … Он имеет выносливость, чтобы выступать на паре пресс-конференций каждый день, а также произносить ежедневные речи… воспитывать политиков, сотрудников DCA и руководителей Qantas. В пятьдесят четыре года граф выглядит суровым человеком. У него сильный широкий подбородок, и он говорит с прямотой, которая нравится австралийцам… Неизбежно в Австралии он становится известен как «Аэроплан Джеллико». Если ему удастся заключить сделку Concorde с Qantas, они, возможно, вскоре будут петь в Британии:
Мне нравится Самолет Джеллико
Самолет Джеллико для меня.
Мне нравится на ужин, нравится на чай,
Самолет Джеллико приносит мне пользу.
Тренгоув считал сэра Джорджа Эдвардса и сэра Джеффри Таттла «одинаково впечатляющими членами команды продаж». (Сверхзвуковые полеты осуществлялись на прототипе Concorde G-BSST, сертификат подписан Брайаном Трубшоу и датирован 15 июня 1972 года.)
Джеллико с помощью своего очень опытного главного кнута, 2-го графа Сент-Олдвина, провел Закон о Европейских сообществах (1972 г.) через лордов, не допуская никаких поправок. Закон о производственных отношениях стал еще одним законодательным событием.
В мае 1973 года лорд Джеллико признался в «некоторых случайных связях» с девушками по вызову (из компании Mayfair Escorts) после случайной путаницы со скандалом с проституцией лорда Лэмбтона. Его имя, кажется, появилось в результате связи между Лэмбтоном, мадам Нормой Леви и многоквартирным домом или общественным залом в Сомерс-Тауне в лондонском районе Сент-Панкрас, названным Джеллико-Холл или Дом, в честь Бэзила Джеллико (1899—1935). Слово «Джеллико» было замечено в записной книжке Леви, и предполагалось, что оно связано с министром, а не со зданием; сооружение, названное в честь дальнего родственника графа и, возможно, открытое самим адмиралом в июне 1928 года.
Отставка положила конец третьей карьере Джорджа Джеллико на государственной службе. После отставки (из-за его незначительного участия в незначительной неосмотрительности) Ричард Кроссман в статье «Таймс» от 30 мая 1973 года (стр. 18) описал Джеллико так:

… среди самых храбрых, способных и порядочных членов правительства Хита … [но] нужно ли премьер-министру избавляться от лорда Джеллико в таком безапелляционном стиле? Разве он не мог отказаться от отставки, пока не будут установлены все факты?
По возвращении с перерыва на Троицу в Палате лордов была отдана дань уважения их ушедшему лидеру: лидеру оппозиции (Лейбористской партии) и предшественнику Джеллико на посту лорда-хранителя печати, лорд Шеклтон сказал:

Лорд Джеллико… был самым хорошим лидером этой Палаты, насколько мы когда-либо знали [аплодисменты].. Я не думаю, что мы можем отпустить его — хотя, к счастью, это не эпитафия — не выразив нашу очень глубокую скорбь перед Дому и стране [аплодисменты] … с огромной тщательностью, терпением и личной чувствительностью лорд Джеллико выполнил свою роль лидера Палаты вашей Светлости [аплодисменты] … мы [лорды Байерс и Шеклтон] нашли его замечательным непредубежденным человеком и мудрыы коллегой; милорды, я считаю, что мы и страна понесли тяжелую утрату… (Хансард, 5 июня 1973 г., и «Таймс» , 6 июня 1973 г., за аплодисменты)
Лорд Байерс от Либеральной партии добавил: «Мы горько сожалеем о его отставке… Он был новатором реформ, и Палата представителей обязана гораздо большим, чем она, вероятно, думает, интересу, который он проявлял к этой Палате, и его инициативам». (Хансард, 5 июня 1973 г.)
Лорд Стрэнг добавил:

Для некоторых из нас было утешением иметь лорда Джеллико в качестве лидера. Я сомневаюсь, что он осознает, как сильно нам будет его не хватать. Мы глубоко опечалены случившимся. Выдающийся послужной список его достижений не будет затуманен; наше теплое отношение к нему останется. (Хансард, 5 июня 1973 г.)
Уильям Кендалл, генеральный секретарь Ассоциации гражданских и общественных служб, сказал:

В нашем профсоюзе мы уважали его как жесткого, способного и справедливого переговорщика (цитата из «Таймс» , 25 мая 1973 г., стр. 2); или, как сообщил Дэниел МакГичи (из The Daily Express) 25 мая 1973 года, он был человеком типа Макмиллана… [Он] производил впечатление твердого и прямолинейного подхода к жизни, к резкости и направленности спорить — но в то же время он был необычайно тонким человеком.
В июле 1973 года Комиссия Диплока, которая была создана для изучения последствий приключений Лэмбтона и Джеллико для безопасности, завершила свой раздел о Джеллико (пункт 24):

… к несчастью лорда Джеллико было то, что использование им «девушек по вызову» обнаружилось в тот конкретный момент, когда внимание прессы было сосредоточено на частном поведении министров в связи с совершенно отдельным случаем лорда Лэмбтона.

## Деловая и общественная карьера
Не имея поместий, которые могли бы его отвлечь, Джордж Джеллико мог снова присоединиться к SG Warburg & Co. (1 октября 1973 г.) и с помощью Алана Леннокса-Бойда, который вскоре должен был уйти из совета директоров, он стал неисполнительным руководителем. директор сахарной компании Tate & Lyle в 1973 году и занимал эту должность до 1993 года. В основном благодаря сэру Саксону Тейту и, предположительно, потому, что он стал председателем (до июня 1978 года) их дочерней компании Tunnel Refineries, семья назначила его Тейтом. И первый несемейный председатель Лайла (1978—1983). Возродив и сократив Tate & Lyle, Джеллико стал председателем Booker Tate в 1988-91.
Другие должности в неправительственном секторе включали: председатель машиностроительной компании Davy Corporation (Дэви Макки) (теперь входящей в состав Aker Kværner) 1985—1990; директор Sotheby’s Holdings 1973—1993; Морган Крусибл 1974-88; Смитс Индастриз Лтд., 1973—1986 гг.; С. Г. Варбург и компания 1964—1970, 1973—1988. Он был президентом Лондонской торгово-промышленной палаты в 1979—1982 годах. Он сменил лорда Лимерика на посту председателя Британского совета по внешней торговле (BOTB) Министерства торговли и промышленности в 1983—1986 годах, за что был посвящен в рыцари. За этим последовало председательство (1986—1990), а затем президентство (1990—1995) Восточноевропейского торгового совета (ЕЕТС). Он был председателем Греческого фонда Ltd в 1988—1994 годах (Шредерс) и European Capital Ltd в 1991—1995 годах.
Лорд Джеллико был председателем совета Королевского колледжа Лондона (KCL) в 1974—1983 годах; председателем Совета медицинских исследований (MRC) 1982—1990 гг.; попечителем Национального фонда по борьбе со СПИДом (наряду с такими людьми, как лорд Гудман, Дэвид Паттнэм и Роберт Максвелл); президентом Королевского географического общества (RGS) (и Института британских географов (IBG) после объединения) 1993—1997 гг.; президентом Англо-Греческой лиги 1978—1986 гг.; президентом Фонда Kennet and Avon Canal в 1987—1994 годах; президентом Британской ассоциации ветеранов Крита в 1991—2001 годах; президентом Британского кардиологического фонда (BHF) в 1992—1995 годах; ректором Саутгемптонского университета в 1984—1995 годах, был тесно связан с исследованиями и высшим образованием. Он был избран членом Королевского общества в 1990 году.
В 1995 году он помог основать Hakluyt & Company, фирму по стратегической разведке и консультированию, директором которой он был в 1996—2000 годах. Он был президентом полковой ассоциации SAS в 1996—2000 годах, когда стал ее покровителем. Джордж Джеллико был членом Комитета по международным премиям Онассиса (1983—1992); вице-президентом Европейско-Атлантической группы и Общества Байрона; он был членом правления Эллинского колледжа в Лондоне; покровителем Общества города Саутгемптона; покровителем Греческого археологического комитета (Великобритания); один из пяти покровителей Фонда сообщества Уилтшира и Суиндона; директор Ландшафтного фонда (сейчас бездействующего); покровитель организации «Друзья Королевской больничной школы»; покровитель Фонда морской археологии Хэмпшира и Уайта; член Всемирного инновационного фонда (WIF) и ассоциированный член INEED. В 2002 году он стал покровителем Центра опыта Второй мировой войны в Лидсе.

## Поздние государственные посты
Он был председателем Специального комитета лордов по комитетам (1990—1993) и президентом Парламентского и научного комитета (1980—1983). В 1983 году он был автором отчета Джеллико, в котором рассматривалось действие Закона 1976 года о предотвращении терроризма (временные положения). Газета «Таймс» рассматривала это назначение как завершение девятилетнего покаяния в политической пустыне.
В период с 1963 по 1973 год лорд Джордж Джеллико ежедневно посещал Палату лордов 90 раз на парламентскую сессию. С 1973 по 1989 год его посещаемость упала в среднем до девяти матчей за сессию. Однако в период с 1990 по 2001 год он совершал в среднем 72 визита за заседания. Он сохранял этот темп до начала 2006 года, хотя его последняя полная речь в палате лордов была произнесена в рамках обращения в ответ на милостивую речь Ее Величества (дебаты о речи королевы) 28 октября 1996 года; его темой была Украина.
Когда Акт о Палате лордов 1999 года лишил его наследственного автоматического права присутствовать и заседать в Палате лордов, он был назначен пожизненным пэром как барон Джеллико из Саутгемптона из Саутгемптона в графстве Хэмпшир, чтобы его и дальше могли вызывать на заседания:
1. Граф Джеллико (лорд Джеллико Саутгемптонский) — достопочтенный Джордж Патрик Джон Рашворт Эрл Джеллико, получивший пожизненный титул барона Джеллико из Саутгемптона, Саутгемптон в графстве Хэмпшир, на основании патентного письма от 6 часов утра 17 ноября 1999 года, принял и подписал присягу в соответствии с законом.
Лорд Джеллико оставался активным членом Палаты лордов до конца своей жизни. На момент своей смерти в 2007 году лорд Джеллико был членом Палаты лордов дольше всех и, возможно, парламентарием дольше всех в мире: он сменил своего отца 20 ноября 1935 года, достиг совершеннолетия и занял первое место в парламенте 25 лет. Поскольку он ждал до 28 июля 1958 года, чтобы произнести свою первую речь, несколько пэров (а именно Эрл Феррерс и лорды Рентон, Каррингтон, Хили и Страболджи) могли считаться активными парламентариями дольше. Более того, на момент его смерти в Тайном совете дольше прослужили только герцог Эдинбургский (1951 г.) и лорды Каррингтон (1959 г.), Дидес и Рентон (оба 1962 г.).

## Персона
В мае 1973 года, во время его ухода из правительства, друзья сказали:

Если у него есть ошибка, то это потому, что он скрывает свои слабости. Он слишком откровенен. Хотя, полагаю, это не так уж и плохо. Он не был ярким, но был гедонистом. Это тот ненапыщенный человек, который не пытается скрыть свои слабости. (цитата по статье Кристофера Суини в The Times от 25 мая 1973 г., стр. 2)
В июле 1970 года, как одному из первых людей, подвергшихся ингаляции, ему запретили водить машину на год и оштрафовали на 75 фунтов и 20 гиней за употребление алкоголя, превышающего разрешенный уровень, на Олд Бромптон-роуд в 4 часа утра 21 марта 1970 года. Удача поспособствовала тому, что дело произошло после всеобщих выборов и запрет совпал с появлением у него права на штатный правительственный автомобиль.
В биографии Лорны Виндмилл Джеллико назван «британским Ахиллесом» из-за того, что две его карьеры пошли под откос из-за женщин: в 1950-х годах из-за любви и в 1970-х годах из-за проституток.

## Личная жизнь
Лорд Джеллико был дважды женат. 23 марта 1944 года первым браком он женился на Патриции О’Кейн (1917 — 18 марта 2012), дочери Джереми О’Кейн, от которой у него было два сына и две дочери:
- Леди Александра Патриция Гвендолин Джеллико (род. 17 декабря 1944)
- Леди Зара Лисон Джеллико (род. 24 сентября 1948)
- Патрик Джон Бернард Джеллико, 3-й граф Джеллико (род. 29 апреля 1950)
- Достопочтенный Николас Чарльз Джозеф Джеллико (род. 23 марта 1953).

В 1966 году он развелся с первой женой и женился вторым браком на Филиппе Энн Данн, дочери капитана Филипа Рассела Рендала Данна (1904—1965), от которой у него были сын и две дочери:
- Достопочтенный Джон Филип Джеллико (род. 27 июня 1966)
- Леди Эмма Роуз Джеллико (род. 30 ноября 1967)
- Леди Дейзи Джеллико (род. 24 июня 1970).

Лорд Джеллико был членом Клуба спецназа Брукса (с 1940 года), Лыжного клуба Великобритании и был ливреем Благочестивой компании Мерсеров.
Он умер 22 февраля 2007 года в возрасте 88 лет в поместье Тидкомб, своем доме в Уилтшире.

## Награды
- Почетный паж (один из девяти) короля Георга VI на его коронации (12 мая 1937 г.)
- Орден за выдающиеся заслуги (1942 г.)
- Военный крест (1944 г.)
- Звезда 1939—1945
- Африканская звезда
- Итальянская звезда
- Медаль Войны 1939—1945 (Великобритания)
- Орден Почетного легиона (Франция) (1945)
- Военный крест 1939—1945 (1945)[5]
- Орден Почёта (Греция) (1950 г.)
- Греческий военный крест (1950)
- Тайный советник (1963)
- Кавалер Ордена Британской Империи (KBE) (1986).
- Член Лондонского королевского общества (8 ноября 1990 г.)
- Командор Ордена Почёта (Греция, 1991)
- Пожизненный пэр Великобритании (1999)